# Cantón de Perpiñán-9
El cantón de Perpiñán-9 era una división administrativa francesa, que estaba situada en el departamento de Pirineos Orientales y la región de Languedoc-Rosellón.

## Composición
El cantón estaba formado por una fracción de la comuna que le daba su nombre:
- Perpiñán (fracción)

## Supresión del cantón de Perpiñán-9
En aplicación del Decreto n.º 2014-262 de 26 de febrero de 2014, el cantón de Perpiñán-9 fue suprimido el 22 de marzo de 2015 y la fracción de la comuna que le daba su nombre se unió con las demás fracciones para que, por medio de una reestructuración cantonal, fueran creados los nuevos cantones de  Perpiñán-1,  Perpiñán-2,  Perpiñán-3,  Perpiñán-4,  Perpiñán-5,  Perpiñán-6.